# Gunilla Wigertz
Gunilla Wigertz, född 30 maj 1960, är en svensk terapeut och politiker. Hon är talesperson för partiet Enhet och som sådan varit EU-parlamentskandidat för partiet MoD - Mänskliga rättigheter och Demokrati.

## Färgkonsult
Wigertz utbildade sig 1989 till färgkonsult i Bergen i Norge. Hon startade ett eget företag inom färganalys och färgrådgivning för både kvinnor och män.

## Terapeut och relationscoach
Sedermera studerade Wigertz beteendevetenskap på Linköpings universitet och har därefter kompletterat med fler kurser och utbildningar. Hon har ofta intervjuats och svarat på relationsfrågor för exempelvis Expressen, Eskilstunakuriren, Motala & Vadstena Tidning, Norrköpings tidningar, Nyheter24, Östgöta Correspondenten, tidskriften Amelia, TV3 och Sveriges Radio. Mellan 2017 och 2019 var hon  relationsexpert för Bonniers nu nedlagda tidskrift Topphälsa. 

## Politik
Tillsammans med Vide Geiger är Wigertz talesperson för partiet Enhet, som strävar efter "ett samhälle för människans behov på naturens villkor". Hon och hennes parti förespråkar ovillkorad basinkomst och "står för medmänsklighet, medkänsla och mer kärlek i samhället". Hon har för Enhet kandiderat till riksdagen och kommunfullmäktige i Norrköping. I EU-valet 2024 stod hon genom valsamverkan som tredje namn på valsedeln för partiet MoD - Mänskliga rättigheter och Demokrati.

## Äldrevård
Wigertz har särskilt engagerat sig för kvaliteten inom äldrevården.